# ماناتو يامادا
ماناتو يامادا (باليابانية: 山田 真夏斗) (مواليد 31 مايو 2001) هو لاعب كرة قدم ياباني.

## وصلات خارجية
- ماناتو يامادا على موقع رابطة كرة القدم اليابانية للمحترفين (اليابانية)
- ماناتو يامادا على موقع قاعدة بيانات كرة القدم.إي يو (الإنجليزية)
- ماناتو يامادا على موقع Soccerway.com (الإنجليزية)
- ماناتو يامادا على موقع عالم كرة القدم.نت (الإنجليزية)